# Sery (Yonne)
Sery es una localidad y comuna francesa situada en la región de Borgoña, departamento de Yonne, en el distrito de Auxerre y cantón de Vermenton.

## Demografía
| 256 | 220 | 308 | 251 | 307 | 285 | 305 | 316 | 265 | 284 | 302 | 296 | 281 | 278 | 255 | 225 | 218 | 250 | 247 | 206 | 158 | 123 | 128 | 118 | 84 | 65 | 68 | 81 | 99 | 85 | 68 | 88 | 107 |
| Para los censos de 1962 a 1999 la población legal corresponde a la población sin duplicidades (Fuente: INSEE [Consultar]) |     |     |     |     |     |     |     |     |     |     |     |     |     |     |     |     |     |     |     |     |     |     |     |    |    |    |    |    |    |    |    |     |